# Rystraumen
Rystraumen (også kaldt Storstraumen) er et sund længst mod øst i Straumsfjorden mellem Kvaløya og Ryøya i Tromsø kommune i Troms og Finnmark fylke i Norge. Sundet er kun omkring 500 meter bredt og relativt lavvandet og danner en tidevandsstrøm, som kan gå med en hastighed på op til otte knob.